# Eupoecilia armifera
Eupoecilia armifera es una especie de polilla del género Eupoecilia, familia Tortricidae.
Fue descrita científicamente por Razowski en 1968.

## Distribución
Se encuentra en India.